# Greith (Oberstdorf)
Greith (mundartlich: Gritʰ) ist ein Gemeindeteil der Marktgemeinde Oberstdorf im bayerisch-schwäbischen Landkreis Oberallgäu.

## Geographie
Die Einöde liegt circa 3,5 Kilometer nordwestlich des Hauptorts Oberstdorf. Nördlich von Greit verläuft die Gemeindegrenze zu Obermaiselstein. Ebenfalls nördlich befindet sich das Geotop Felshang an der Lochbachstraße. 

## Ortsname
Der Ortsname stammt vom frühneuhochdeutschen Wort Gereute für durch Ausreuten des Waldes urbar gemachtes Land und deutet somit auf eine Rodesiedlung hin.

## Geschichte
Greith wurde erstmals urkundlich im Jahr 1662 mit dem Acker im Kräut erwähnt. Die Siedlung entstand vermutlich mit der Vereinödung Tiefenbachs im Jahr 1775. 1950 wurde ein Wohnhaus in Greith gezählt.